# Claude de la Sengle
Claude de la Sengle (1494 - Mdina, 18 augustus 1557) was de 48ste grootmeester van de Maltezer Orde vanaf 11 september 1553 tot aan zijn dood. Hij volgde in 1553 Juan de Homedes op.
De geboren Fransman, was een Bailli (Baljuw) van de Franse Langue van de Orde. Hij was betrokken bij de gevechten van de ridders tegen de Ottomaanse piraten van Turgut Reis in de Middellandse Zee en op de Noord-Afrikaanse kust en met name in de strijd voor Djerba en Tripoli.
De la Sengle had een grote invloed op de militaire versterking van Malta, met name door het initiëren van de ontwikkeling van de stad Senglea in 1554. Hij heeft ook het Fort Sint-Michael uitgebreid ook werd er onder zijn bewind de bouw van Fort Sint-Elmo afgerond. Waarmee was begonnen onder zijn voorganger Juan de Homedes.
De la Sengle overleed in Mdina op 18 augustus 1557 en hij werd begraven in de kapel van Fort Sint-Angelo, zijn hart werd begraven in de Kerk van Maria Aankondiging net buiten Rabat op Malta.
- Gemeinsame Normdatei: 13230791X
- Système universitaire de documentation: 231700709
- Virtual International Authority File: 23296365